# Guy Allen Kelpin
Guy Allen Kelpin (* 30. November 1976 in Waukesha, Wisconsin) ist ein US-amerikanischer Komponist und Posaunist.

## Leben
Kelpin hatte bereits als Elementarschüler im Rahmen eines Förderprogramms des Carroll College Klavierunterricht und begann bereits vor seinem zehnten Lebensjahr zu komponieren, unter anderem Klaviersuiten, zwei Operetten und einige sinfonische Stücke in klassischem Stil. Er studierte dann Musiktheorie, -geschichte und Komposition bei James Machan und erhielt dann für Lieder im Stil der deutschen Romantik mehrere Preise der Wisconsin School Music Association (WAMA).
Sein erstes stilistisch eigenständiges Werk war die Suite for Band, die mehrfach ausgeführt und mit einem Ersten Preis der WSMA ausgezeichnet wurde. Es folgten Werke wie The Bell, ein Klavierstück nach einem Märchen der Brüder Grimm und Symphonic Suite for Percussion: Of Gods and Goddesses. An der Illinois Wesleyan University (IWU) studierte Kelpin bis zu seinem Abschluss 1999 Komposition bei David Vayo und Phillippe Bodin. Er lernte während des Studiums auch die Komponisten Joseph Schwantner, John Corigliano und Arvo Pärt kennen. In dieser Zeit entstanden Kompositionen wie die Tondichtung Navajo Windway, die Piano Sonatina, Horizons, ein Duett für Viola und Perkussion, des Brass Quintet in Bb, das Chorwerk October's Bright Blue Weather, Actuated by Selfish Motives, ein Performance-Werk für Perkussionisten sowie mehrere elektroakustische Stücke. Ab 1999 studierte er Filmmusik an der North Carolina School of the Arts.
Bereits seit seiner Kindheit spielte Kelpin auch Posaune. Er war in seiner Highschool-Zeit Mitglied des Wisconsin State Honors Ensemble, der Milwaukee Youth Symphony und des Greater Milwaukee Youth Wind Ensemble und besuchte Sommerkurse in Interlochen, Birch Creek und am Indianhead Arts Center. An der IWU war er Posaunenschüler von Thomas Streeter und nahm dreimal am Aspen Music Festival teil. Dort studierte er Posaune bei Per Brevig und Filmmusik bei Brane Zivkovic. Er trat als Musiker in den USA, Deutschland, Österreich, der Tschechischen Republik und Japan auf. Neben seiner Tätigkeit als Komponist und Musiker gibt Kelpin privaten Posaunenunterricht.